# Hoàng Anh Tuấn (Diplomat)

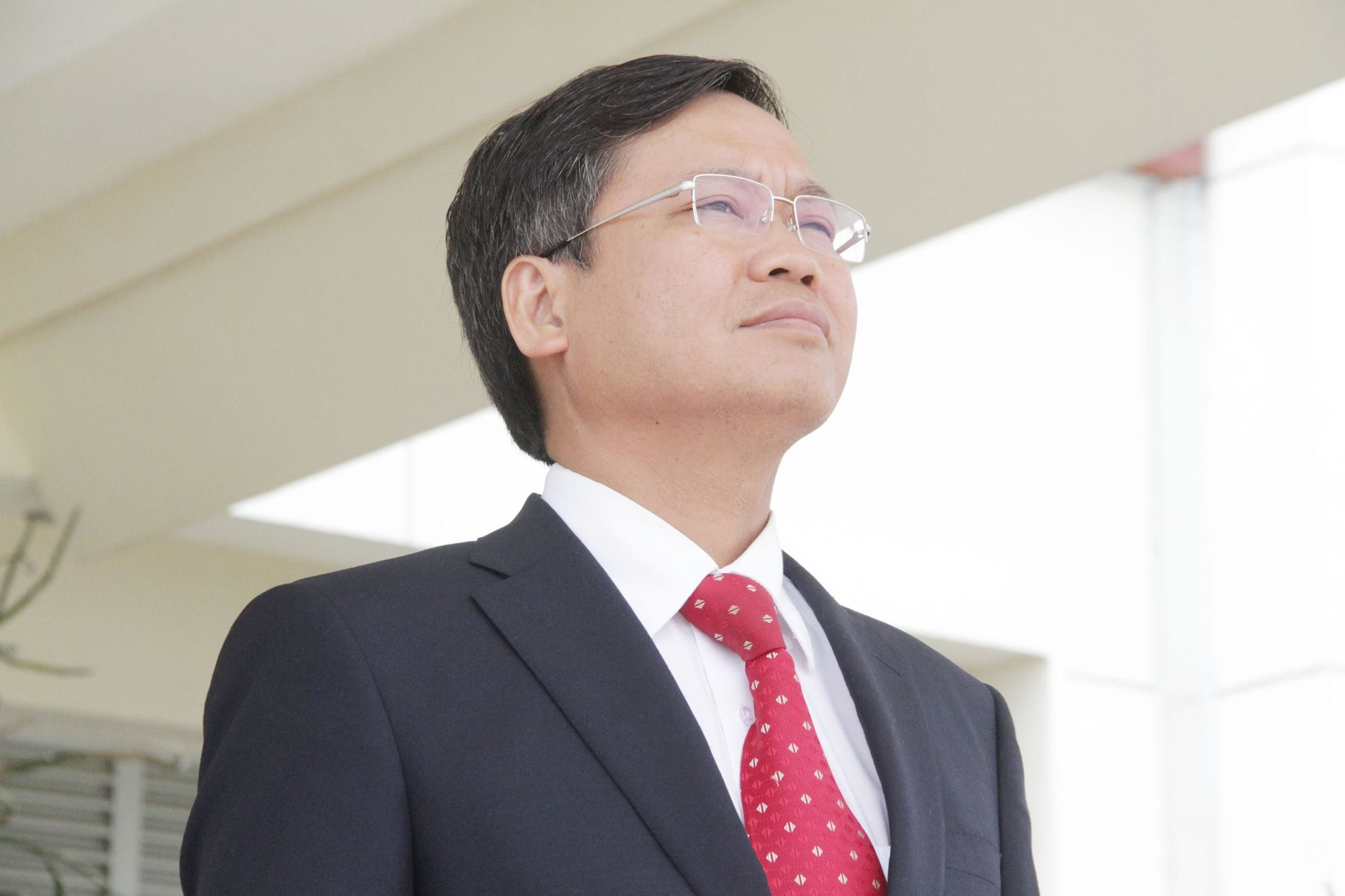
Hoàng Anh Tuấn (2016)

Hoàng Anh Tuấn (* 20. Juli 1965 in Hanoi, Nordvietnam) ist ein vietnamesischer Diplomat.

## Ausbildung und wissenschaftliche Karriere
Hoàng studierte von 1983 bis 1988 am College of Foreign Affairs in Hanoi und von 1988 bis 1989 Russisch und Internationale Beziehungen an der Nationaluniversität in Kiew.
Von September 1993 bis November 1993 war er Forschungsstipendiat am Nordic Institute for Asian Studies (NIAS) in Kopenhagen, von August 1993 bis September 1994 am Institute for International Peace Research (PRIO) in Oslo und von November 1995 bis Februar 1996 am Institute of Southeast Asian Studies (ISEA) in Singapur.
Es folgte von Juni 1997 bis Juni 1999 mit dem Fulbright Scholarship Award ein Studium an der Fletcher School of Law and Diplomacy der Tufts University nahe Boston, wo er einen Master of Art in Law and Diplomacy erhielt. An derselben Schule studierte er dann von September 2000 bis Mai 2003 mit dem Ford Foundation Scholarship Award weiter und erhielt seinen Ph.D. in Internationalen Beziehungen mit der Doktorarbeit „ASEAN Dispute Management: A Study of ASEAN’s Role in Reducing Regional Conflict and Enhancing Cooperation“.
Im Oktober 2015 erhielt Hoàng von der Regierung Vietnams eine Professur. Er verfasste dutzende Artikel in vietnamesischen und ausländischen Journalen unter anderem über Vietnams Außenpolitik, die Sicherheitspolitik in Südostasien und der Politik der Vereinigten Staaten und der Volksrepublik China in Ost- und Südostasien. Außerdem ist Hoàng Autor und Co-Autor mehrerer Bücher zu diesen Themen.
Für seine Forschungsarbeiten wurde Hoàng mehrfach vom vietnamesischen Außenministerium ausgezeichnet.

## Diplomatische Karriere
Hoàng begann 1991 seine Arbeit im Außenministerium Vietnams. 1996 wurde er stellvertretender Leiter der Abteilung Südostasien-Studien. Von Mai 2003 bis Juni 2004 war er Assistant Director-General and Director of Research und von Juli 2004 bis Februar 2007 stellvertretender Generaldirektor des Institute for International Relations und Director of Research. Es folgte von März 2007 bis September 2010 die Position des Gesandten-Botschaftsrates an der Botschaft in Washington, D.C. Von November 2010 an war Hoàng dann wieder stellvertretender Generaldirektor des Institute for Foreign Policy and Strategic Studies, bevor er im März 2011 zum Generaldirektor befördert wurde.
Im September 2015 wurde Hoàng zum Botschafter Vietnams in Indonesien, Osttimor und Papua-Neuguinea ernannt, mit Sitz in Jakarta. Die Akkreditierung bei Osttimors Präsidenten Taur Matan Ruak erfolgte am 27. September 2016. 2018 wurde Hoàng von Phạm Vinh Quang als Botschafter abgelöst.

## Privates
Hoàng ist verheiratet mit Le Thi Tuyet Mai, die Botschafterin Vietnams in Norwegen ist. Hoàng hat zwei Söhne.